# Jazz (radioprogramma)
Jazz was een Vlaams muzikaal radioprogramma dat van 2001 tot en met 2011 op Klara werd uitgezonden. De presentatie en samenstelling was in handen van Marc Van den Hoof.
"Jazz" was een laatavondprogramma dat elke werkdag (behalve vrijdag) tussen 23.00 uur en 24.00 uur werd uitgezonden. Presentator Van den Hoof draaide hierbij jazzmuziek en vertelde anekdotes over de opnames en concerten.
Op 1 juni 2011 ging Van den Hoof met pensioen. In de laatste weken voor zijn laatste uitzending presenteerde hij een special waarin hij over zijn eigen voorliefde voor jazz vertelde en zijn favoriete artiesten draaide. Tijdens de zomer van 2011 werd Van den Hoof vervangen door Mark Lefever. Vanaf 4 september 2011 werd het programma vervangen door Round Midnight op zondagavond met Greet Samyn.